# 네이팜탄

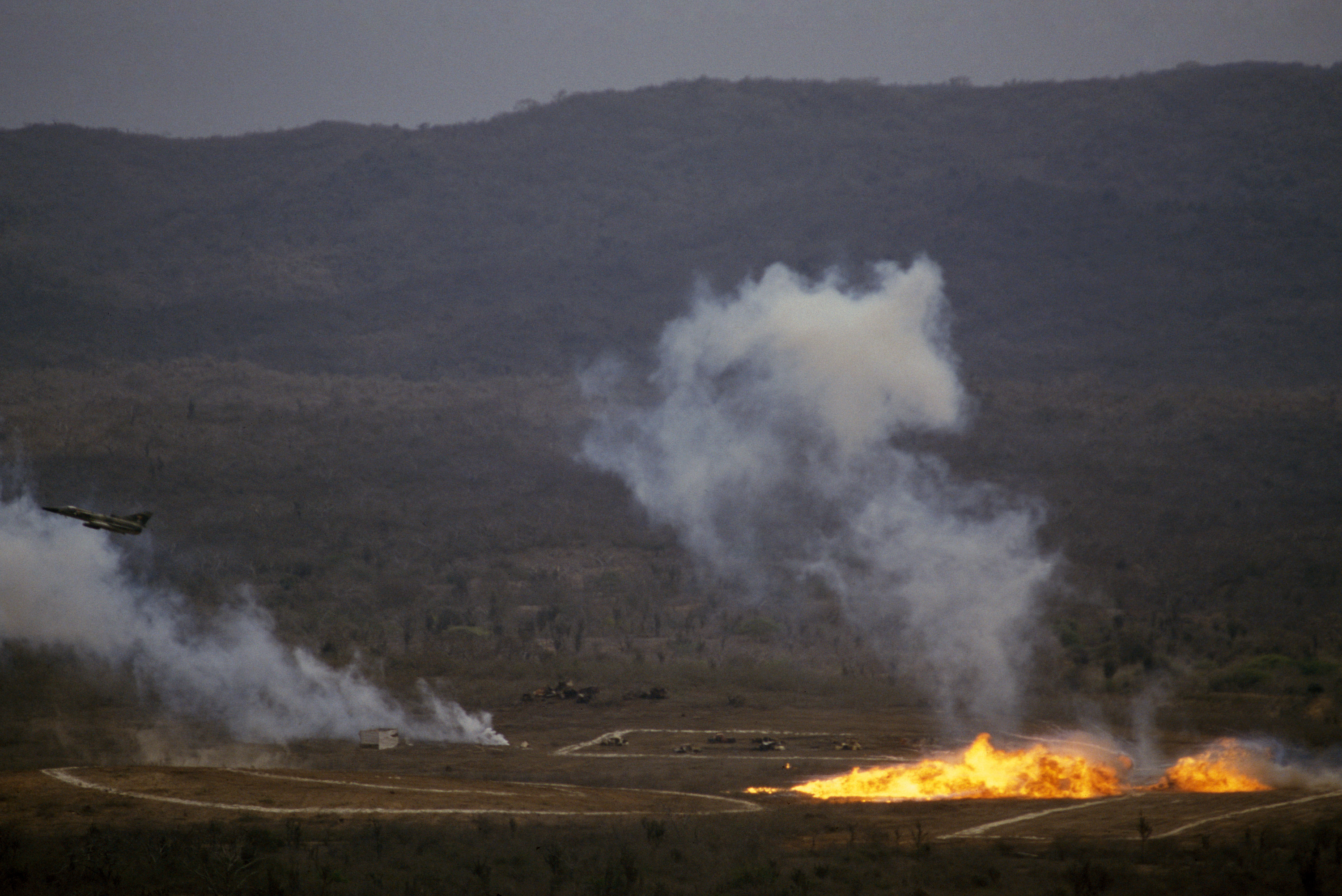
에콰도르 공군의 IAI 크피르에서 네이팜탄 투하

네이팜탄(영어: Napalm bomb, 문화어: 나팜탄)은 주연소재인 나프타에 네이팜제로 불리는 증점제를 첨가하여 젤리 모양으로 만든 것을 충전한 유지 소이탄이다. 미군이 개발한 것으로, 900℃부터 1300℃ 사이인 초고온에서 연소하고 광범위한 지역을 불태워 파괴한다.

## 개요
초기에 개발된 네이팜탄의 구조는 주로 연소재인 나프타, 점도제로 야자유에서 추출한 팔미트산 알루미늄염, 유화제로 나프텐 산 등을 혼합한 것에 낙하 연료 탱크에 충전한 것이다. 여기에 신관을 달아 항공기에서 투하한 것이다. 또한 같은 혼합 액체는 화염방사기의 분사제로도 사용되었다.
네이팜탄의 충전물은 인체 및 목재 등에 붙으면 그 친유성으로 인해 잘 떨어지지 않고, 물을 부어도 불이 잘 꺼지지 않는다. 따라서 이를 소화하기 위해서는 계면활성제를 포함한 물 또는 가솔린용 소화기가 필요하다. 또한 네이팜탄의 연소 시 다량의 산소를 사용하므로 착탄 지점에서 떨어져있어도 산소 결핍에 의해 질식사 하거나 일산화탄소 중독사 하는 일이 있다.
원래 "네이팜"(Napalm)은 나프텐 산(Naphthenic acid)과 팔미트산(palmitic acid)의 알루미늄염(Aluminum Salts)의 약자로, 가솔린과 제트 연료 등의 석유류와 혼합하면 굳어면서 젤리화되는 성질을 가진 증점제인 "네이팜 제인"을 말한다. 네이팜제라는 것은 속칭이며, 정식 명칭은 증점제 (Thickener)이다.
하지만, 이것을 사용한 젤화된 유지 소이탄의 주요 성분이 나프타와 팜유였기 때문에, 나프타의 "나"+ 야자유 "팜"에서 "네이팜"이라는 설이 일반적으로 믿을 수 있게 되었다.
화염방사기 등에 사용하는 네이팜유는 현지에서 제조할 수 있도록 M2 혼합 장치가 개발되어 현재까지 사용되고 있다. 사용법은 간단하고, 재료가 되는 나프타가 휘발유와 분말에 증점제를 넣어 섞은 후 탱크에 주입하는 것이다. 이 같은 현지 생산 장비가 필요한 것은 공장 등 대형 탱크로 섞어 대량으로 생산해 버리면, 점성이 높기 때문에 작은 탱크로 옮기는데 보통 펌프에서는 주입 할 수 없기 때문이다.
처리 전용 탱크와 펌프가 필요하기 때문에 완제품 상태로 전선으로 수송하는 것보다 보통 가솔린으로부터 현지에서 증점제와 혼합 후 화염방사기 탱크에 옮기는 것이 가장 효율적인 방법이기 때문이다. 이 방법이라면 전용 펌프는 최종 단계의 소형 펌프만으로도 충분하다. 증점제는 무게 대비 2% 정도 밖에 들어갈 수 없기 때문에 20kg면 1톤의 네이팜을 만들 수 있다. 따라서 네이팜탄은 나프타를 사용하고 있는 공장에서 충전하며, 화염방사기는 연료용 가솔린으로부터 현지 제조 및 현지 충전을 한다.

## 같이 보기
- 소이탄